# 5-Methoxy-2-methylsulfanilsäure
5-Methoxy-2-methylsulfanilsäure ist eine chemische Verbindung aus der Gruppe der Aminobenzolsulfonsäuren, Anisidine und Toluidine.

## Gewinnung und Darstellung
5-Methoxy-2-methylsulfanilsäure kann durch Sulfonierung von p-Kresidin (2-Methoxy-5-methylanilin) gewonnen werden.

## Eigenschaften
5-Methoxy-2-methylsulfanilsäure ist ein weißer Feststoff.

## Verwendung
5-Methoxy-2-methylsulfanilsäure wird als Zwischenprodukt zur Herstellung von Azofarbstoffen wie beispielsweise dem Lebensmittelfarbstoff Allurarot AC verwendet.